# Koppeln (Film)
Koppeln, auch Aufziehen oder Richten genannt, bezeichnet einen Arbeitsschritt bei der Vorführung von analogen Kinofilmen. Gekoppelt werden die einzelnen Akte einer Filmkopie durch den Filmvorführer, damit diese anschließend kontinuierlich (d. h. ohne Überblendung) vorgeführt werden können. Dazu werden vorher bei jedem Akt Allonge, Schwarzfilm und Startband abgetrennt, und die Akte mittels Klebestreifen verbunden. Das umgekehrte Verfahren wird als Entkoppeln oder Trennen bezeichnet.
Durch die seit 2005 voranschreitende Umstellung fast aller Projektionsräume auf das digitale Kino wird der Vorgang des Koppelns nur noch selten benötigt, nämlich dann, wenn eine ältere Filmkopie aus Archivbeständen vorgeführt werden soll. Die meisten Kinos verfügen inzwischen gar nicht mehr über den dafür nötigen analogen Filmprojektor. Wertvolle Archivkopien, z. B. von Stummfilmen, dürfen zudem nicht gekoppelt werden, weil sie dadurch Schaden nehmen könnten.

## Vorgehen

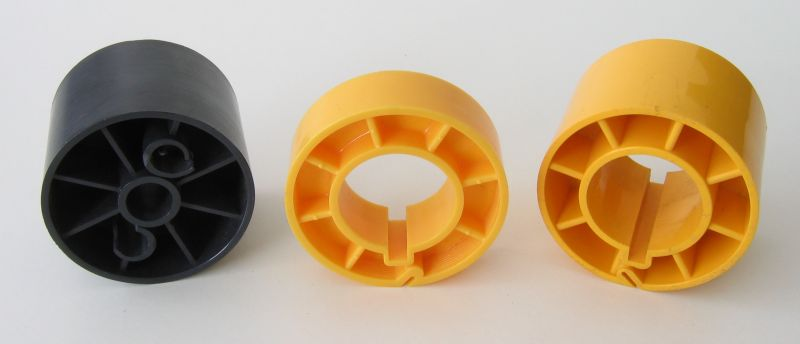
Links und rechts je ein „Bobby“ (Wickelkern) für 35-mm-Film, in der Mitte einer für 16-mm-Film (die beiden gelben Bobbies sind für den Einsatz in Schneidetischen, der schwarze Bobby wird beim Versand von Filmkopien an Kinos verwendet)

Ein 100-Minuten-Film (35-mm-Kopie, netto 2736 m lang) wird vom Verleih in fünf oder sechs Akte aufteilt, und als Rollen in Transportkisten zum Versand gebracht. Die Rollen wiegen etwa 25 bis 30 kg. Ein Akt ist maximal 600 Meter lang, was ungefähr 20 Minuten Laufzeit entspricht.
Die Akte müssen vom Vorführer zunächst auf Transportschäden sowie auf Vollzähligkeit untersucht werden, um „falsche“ Aktwechsel – also fehlende oder vertauschte Teile – zu vermeiden.
Bis Ende der 1960er Jahre wurden die Akte meist getrennt mit zwei Filmprojektoren im Wechsel vorgeführt und jeweils am Ende kurz überblendet. Um diesen Aktwechsel zu vereinfachen bzw. überflüssig zu machen, wurden zunächst größere Spulen verwendet, die zwei oder mehr Akte aufnehmen konnten. Für einen ganzen Film ist eine Spule mit etwa 1,2 Metern Durchmesser erforderlich.
Die einzelnen Akte werden nacheinander auf einem so genannten Umrolltisch oder Spulteller ab- und auf die große Spule aufgerollt. Dabei werden eventuelle Beschädigungen des Filmmaterials sichtbar; auch kann das Material falsch herum aufgerollt sein (ergäbe eine spiegelverkehrte Projektion, die aber schnell erkannt würde, denn dann wird die Tonspur im Bild sichtbar und es gibt keinen Ton zum Film) oder das Ende ist außen – dann muss vor der weiteren Verarbeitung erst umgespult werden. Bei alten bzw. oft gespielten Filmkopien muss zudem die Perforation geprüft werden, da fehlende Perforation oder eingerissene Filme zu einem Filmriss im Projektor führen können. Dazu hält man den am Umrolltisch laufenden Film mit einem Stoffhandschuh zwischen Daumen und Zeigefinger. Fehlende oder ausgezackte Perforation kann dadurch erkannt werden. Schadhafte Stellen werden dann weggeschnitten und der Film wieder zusammengeklebt. Solche Reparaturen und fehlende Filmteile erkennt man bei alten Filmen beispielsweise an ruckartigen Bewegungen der Akteure und Unterbrechungen der Tonspur. Da bei der Projektion die Abwickelrolle am Ende sehr schnell läuft, wird dort das Filmmaterial stärker beansprucht und häufig zerkratzt, was bei oft gespielten Kopien zum Flackern des Bildes führt.
Beim Schneiden und Wiederzusammenkleben des Films (bei schadhaften Stellen oder um Akte miteinander zu verbinden), muss genau darauf geachtet werden, dass keine unvollständigen Kader (Einzelbilder) mit weniger als den üblichen Perforationslöchern pro Einzelbild entstehen. Anderenfalls entstehen „Versetzer“, bei denen nicht die Einzelbilder, sondern der undurchsichtige „Trennbalken“ zwischen den Einzelbildern projiziert wird. Dabei sieht der Betrachter oberhalb des Trennbalkens den unteren Teil der Einzelbilder (als laufenden Film) und unterhalb des Trennbalkens den oberen Teil der Einzelbilder (als laufenden Film).
Am Beginn des (farbcodierten) Endbandes des ersten Aktes wird dieses abgeschnitten und bis zur späteren Entkoppelung sicher in Karton oder Dose verwahrt. Das (anders farbcodierte) Startband des zweiten Aktes wird bis zu seinem Ende – dem gleichzeitigen Beginn der ersten Szene von Akt zwei – auch abgeschnitten und ebenso sorgfältig beiseitegelegt. Das Ende von Akt eins und der Anfang von Akt zwei werden nun aneinandergeklebt und mit einer auffälligen Markierung versehen, um diese Schnittstelle später ohne Mühe wiederfinden zu können. Eine Behinderung beim Projektordurchlauf muss ausgeschlossen sein; auch sollte der Zuschauer nichts davon sehen. Üblich ist ein einseitig gering überstehender, farbiger und etwa fünf Zentimeter langer Klebestreifen.
Auch der zweite und alle weiteren Akte werden nacheinander so behandelt. Will man nicht die ganze Koppelung routinemäßig rückwärts durchführen und statt mit dem Anfang des ersten Aktes mit dem Ende des letzten Aktes anfangen, ist vor Beginn der nächsten Vorführung noch ein Umspulen erforderlich.

## Telleranlagen

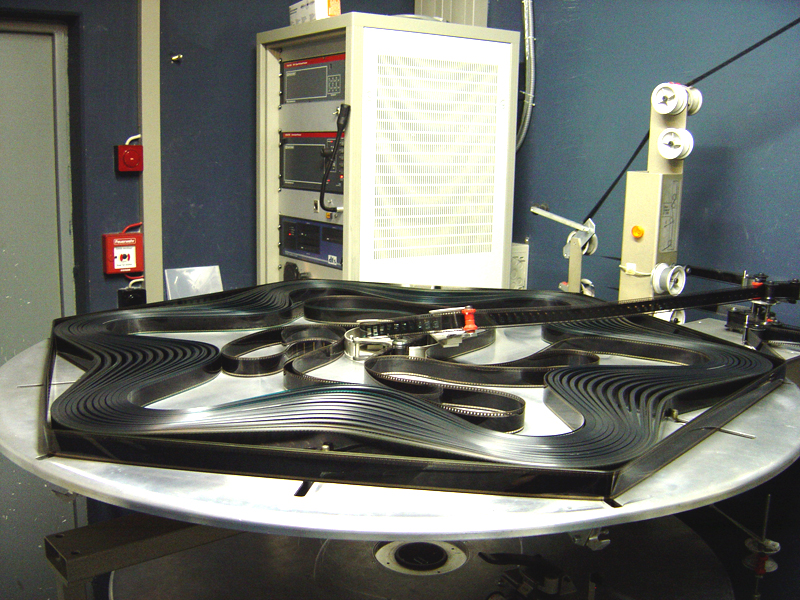
Endlos-Telleranlage der Firma Kinoton

Das Umspulen von Film ist nicht sehr materialschonend und zudem Zeit raubend. Daher wurde eine Lösung gesucht, um vom Spulenbetrieb weg zu kommen. Seit Ende der 1960er Jahre gibt es sogenannte Telleranlagen, mit denen ohne Umspulen der Filmanfang aus der Mitte einer solchen Rolle herausgeführt werden kann, und die nächste Vorführung ohne großen Zeitverzug beginnen konnte.
Dreht man in Gedanken eine hochkant stehende Filmspule um 90° und legt sie flach wie einen Teller hin, kann man auf die eine Spulenabdeckungsseite verzichten. Der Spulenkern wird entfernbar gestaltet und schon hat man den Tellerbetrieb. Mit entsprechender Nachführelektronik wird der abgebende Teller gerade so schnell zum Abspulen gedreht, wie Filmstreifen durch den Projektor läuft – und auf einem zweiten aufnehmenden mit separater Steuerung aufgespult.
Gerade bei Dauerbetrieb ist auch eine Endlosschleife denkbar. Für einen automatischen Betrieb entfällt so auch das jeweilige Neueinfädeln vor jeder Vorstellung. Ab- und Aufwickeln findet auf demselben Teller statt und der gesamte Film ist zu einem Endlosstreifen zusammengeklebt.